# Heiligkreuzkirche (Rzeszów)

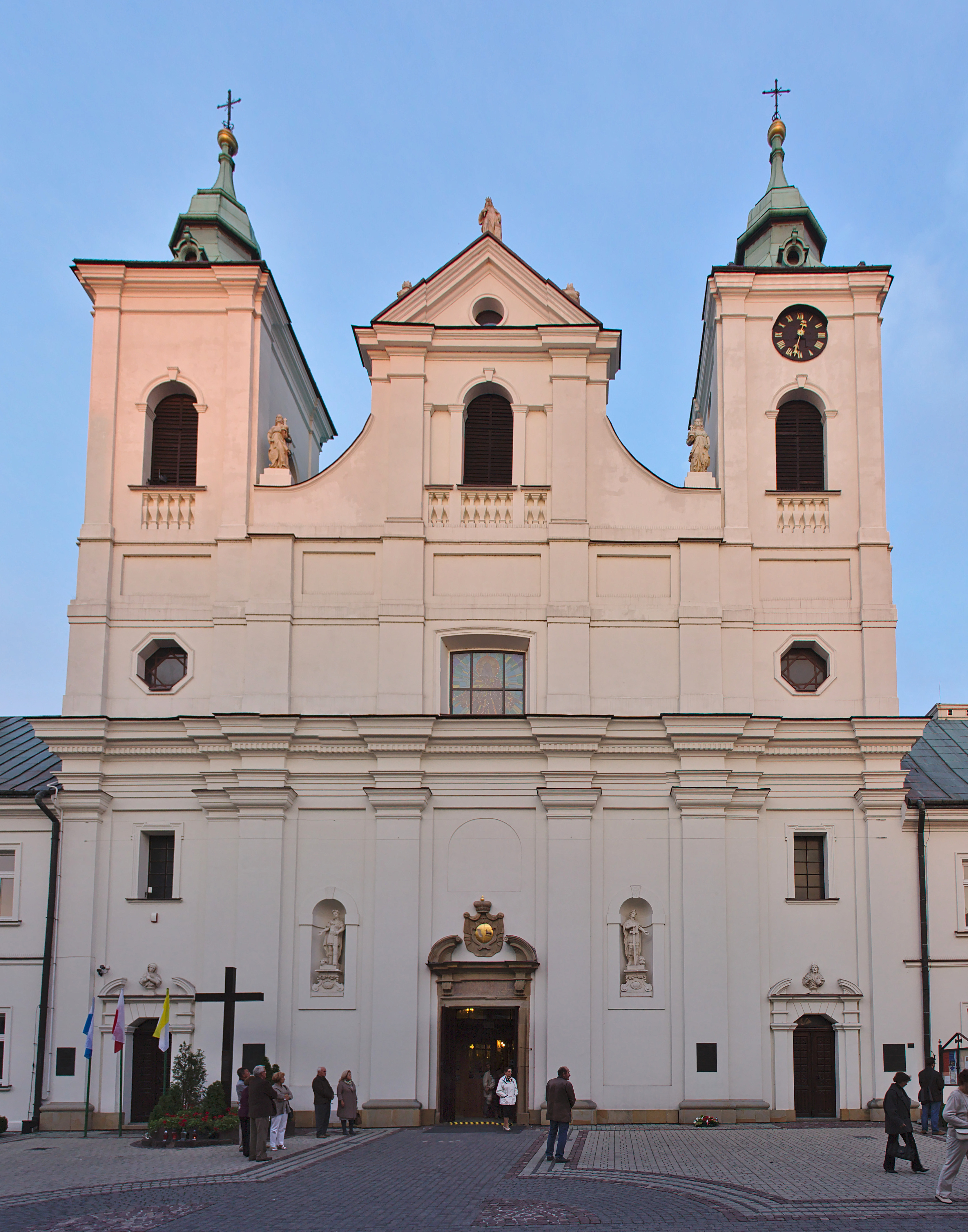
Frontalansicht

Die Heiligkreuzkirche (polnisch Kościół Świętego Krzyża w Rzeszowie)  ist eine römisch-katholische Kirche in Rzeszów, Polen. Die Fassade der Kirche ist vollständig in die Fluchtlinie der Maja-Straße integriert. 

## Geschichte und Architektur
Die Kirche wurde in den 1640er Jahren im Stil der späten Lubliner Renaissance von Johann Canger aus Tirol und Giovanni Battista Falconi für die Franziskaner errichtet. Später ging das Kloster und die Kirche an die Piaristen.
Über dem Portal erinnert eine lateinische Marmorinschrift in Versalien an den Stifter der Kirche. Das Giebelsprengwerk des Portals enthält ein mit einer Fürstenkrone verziertes Wappen.
Die Fassade gestaltete Tylman van Gameren um 1705 im Barockstil um. Das Klostergebäude wird heute als Schulgebäude genutzt.